# Rue Vignon
La rue Vignon est une voie des 8e et 9e arrondissements de la ville de Paris. 

## Situation et accès
Elle commence au 10, boulevard de la Madeleine et se termine rue Tronchet.
Le quartier est desservi par les lignes 8, 12 et 14 à la station Madeleine.

## Origine du nom

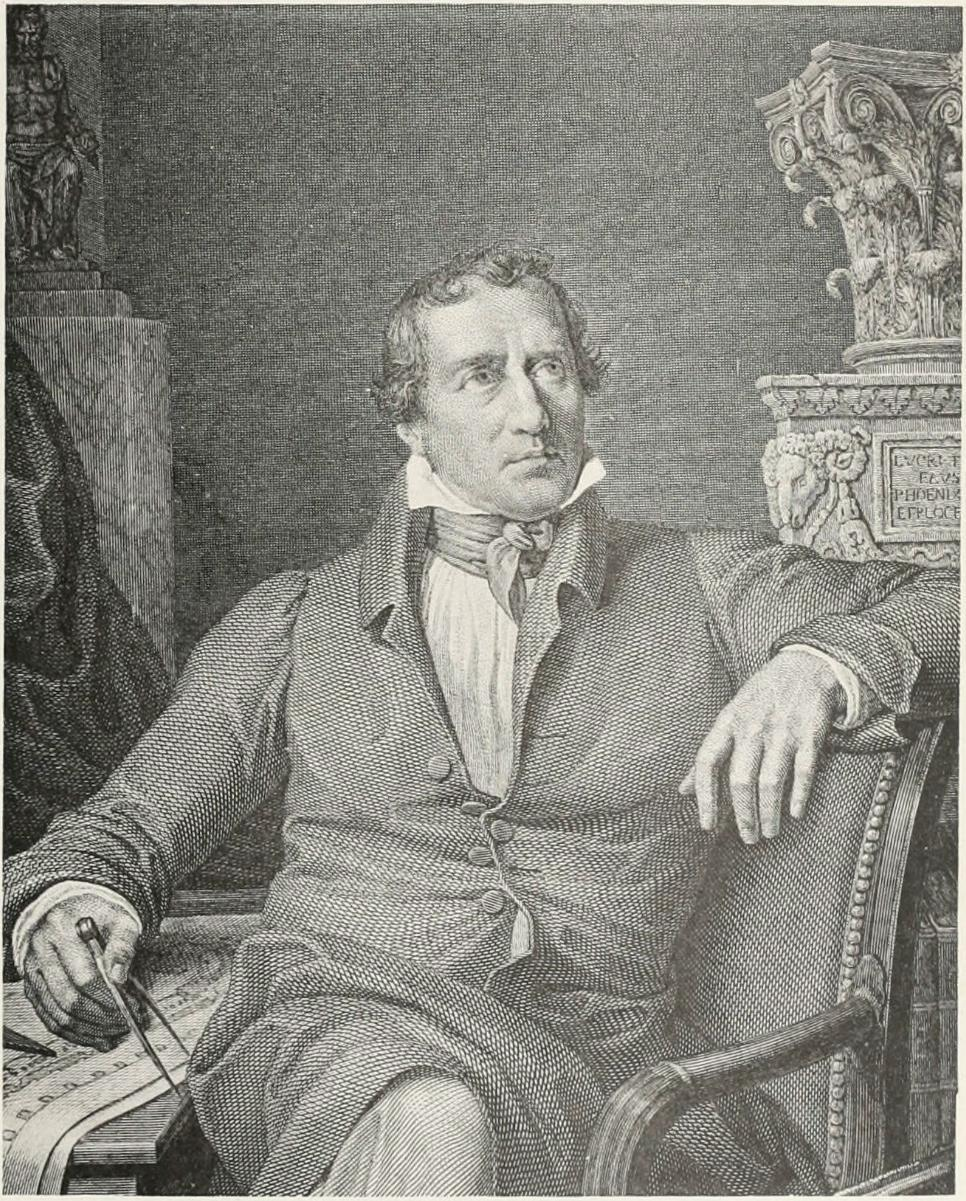
Pierre-Alexandre Vignon.

Elle porte le nom de Pierre-Alexandre Vignon (1763-1828), architecte de l'église de la Madeleine voisine.

## Historique
Avant le percement du boulevard Haussmann, la rue allait jusqu'à la rue Saint-Nicolas-d'Antin (rue de Provence). La partie comprise entre cette rue et la rue Neuve-des-Mathurins (rue des Mathurins) avait été ouverte en 1775 avec une largeur de 9,74 mètres sur des terrains dépendant d'une ferme appartenant à des religieux de l'ordre des Mathurins. Cette ferme se trouvait à l'emplacement actuel de la rue Tronchet, au nord de la rue des Mathurins. 
En vertu d'une ordonnance royale du 5 novembre 1823, les sieurs Étignard de La Faulotte frères et Godot de Mauroy frères furent autorisés à ouvrir sur les terrains leur appartenant une rue de 12 mètres de largeur pour faire communiquer l'impasse de la Ferme-des-Mathurins avec la rue Basse-du-Rempart. Cette ordonnance reçut aussitôt exécution et la nouvelle rue fut dénommée « rue Neuve-de-la-Ferme-des-Mathurins ». Les deux parties furent ensuite réunies sous la dénomination de « rue de la Ferme-des-Mathurins ». 
Le percement de la rue Neuve-de-la-Ferme-des-Mathurins fit disparaître l'ancien passage du Chant-de-l'Écu du côté de la rue Basse-du-Rempart (incorporée dans l'actuel boulevard de la Madeleine).
Elle prend sa dénomination actuelle par un arrêté du 20 janvier 1881.

## Bâtiments remarquables et lieux de mémoire
- No 3 : consulat général de Bolivie dans les années 1900[3].
- No 9 : Jean Cocteau y a demeuré à partir de 1930[4]
- No 8, au croisement avec la rue de Sèze : anciennement Pinacothèque de Paris.
- No 12 : Henri Burguet (1866-1931) acteur de théâtre et de cinéma muet, réalisateur de film et metteur en scène de pièces de théâtre y demeure jusqu'à sa mort[5]
- no 13 : siège de la Banque du Radium, fondée en 1909 par Émile Armet de Lisle et Henri Farjas (dont c'est le domicile)[6].
- No 20 : Marie-Thérèse Kolb (1856-1935), sociétaire de la Comédie-Française y a demeuré avant 1910[1].
- No 18 : Ancienne confiserie Tanrade[7]
- No 22 : Le docteur Edgar Bérillon (1859-1948), fondateur de l'école de psychologie et de la société de psychothérapie, d'hypnologie et de psychologie en 1889 y habitait et y est décédé ; une plaque commémorative y est posée. Il est l'auteur de nombreux articles et ouvrages sur l'hypnotisme (La Science de l'hypnotisme) et dirigea pendant de longues années la Revue de l'hypnotisme devenue la Revue de psychothérapie et de psychologie appliquée. Son œuvre médicale repose sur la création de l'orthopédie mentale grâce à laquelle on réalise la guérison des maladies de la volonté, du caractère et du jugement.
- No 24 : habité en 1848 par Odilon Barrot qui y organisa la célèbre campagne des Banquets avec Duvergier de Hauranne et les autres organisateurs qui se réunissaient habituellement à son domicile[1].
- No 28 : Daniel-Henry Kahnweiler (1884-1979), marchand d'art promoteur du cubisme, y a ouvert sa première galerie en février 1907
- La société Natalys y est créée en 1953.